# チャバラクイナ
チャバラクイナ(茶腹水鶏、学名：Eulabeornis concolor) は、ツル目クイナ科に分類される鳥類の一種である。本種をチャバラクイナ属（Amaurolimnas）に分類する説もある。その場合学名は、Amaurolimnas concolorとなり、本種のみでチャバラクイナ属を構成する。

## 分布
メキシコ南部からエクアドル、ボリビア、ブラジルにかけて分布する。

## 形態
体長20-22cm。頭頂部から頸の上面は灰褐色、顔は赤茶色で、耳羽は褐色である。体の上面は赤茶色がかった褐色で、体の下面は上面よりやや鈍い色である。虹彩は橙褐色、嘴は黄緑色、脚は褐色である。

## 生態
熱帯の湿潤な森林や湿地などに生息する。
小型の無脊椎動物（ミミズ、昆虫類など）を捕食する。

## 亜種
以下の3亜種に分類される。
- Eulabeornis concolor concolor

基亜種。別名ジャマイカクイナ（英名 Jamaican Wood Rail）。ジャマイカに分布していたが絶滅した。
- Eulabeornis concolor guatemalensis

メキシコからエクアドルにかけて分布。
- Eulabeornis concolor castaneus

ガイアナからブラジル、ボリビア東部にかけて分布。